# أزمة المضائق التركية
كانت أزمة المضائق التركية نزاعًا إقليميًا في فترة الحرب الباردة بين الاتحاد السوفيتي وتركيا. لقد ظلت تركيا محايدةً رسميًا خلال معظم فترات الحرب العالمية الثانية. وعقب الحرب، تعرضت تركيا لضغوط من قبل الحكومة السوفيتية للسماح بحرية مرور السفن السوفيتية عبر المضائق التركية، التي تربط البحر الأسود بالبحر الأبيض المتوسط. ولأن الحكومة التركية لم تستجب لطلبات الاتحاد السوفيتي، فقد تصاعدت التوترات في المنطقة، مما أدى إلى استعراض قوة سوفيتي والمطالبة بتنازلات إقليمية على طول الحدود الجورجية التركية.
كانت حملة الترهيب هذه تهدف إلى استباق النفوذ الأمريكي أو الوجود البحري في البحر الأسود، بالإضافة إلى إضعاف الحكومة التركية وجذبها إلى دائرة النفوذ السوفيتي. صارت الحادثة فيما بعد عاملًا حاسمًا إلى جانب مع الحرب الأهلية اليونانية في إصدار مبدأ ترومان. وفي ذروتها، جعلت التوترات تركيا تتجه إلى الولايات المتحدة للحماية عبر عضوية حلف شمال الأطلسي.

## الخلفية

### أهمية المضائق
كانت البوابتان بين البحر الأسود والبحر الأبيض المتوسط، الدردنيل والبوسفور، مهمتين جدًا كطريق تجاري من البحر الأسود إلى الموانئ في جميع أنحاء العالم لتركيا وجيرانها الآخرين على البحر الأسود: الاتحاد السوفيتي ورومانيا وبلغاريا، والذين كانوا متحالفين عسكريًا. شكّلت المضائق عنصرًا هامًا في الاستراتيجية العسكرية. يمكن لأي دولة تسيطر على حركة المرور عبر المضائق استخدامه كمخرج أو مدخل للقوات البحرية في البحر الأسود مع منع القوى المنافسة من هذا.

### الخلفية السياسية
تعود جذور الصراع إلى العلاقات السوفيتية التركية، قبل الحرب العالمية الثانية وأثناءها. كانت العلاقات الروسية التركية حتى النصف الأخير من الثلاثينيات دافئة وأخوية إلى حد ما. بناءً على طلب مصطفى كمال أتاتورك، قدم فلاديمير لينين في صيف عام 1920 مساعدة عسكرية ومالية حاسمة للحركة الوطنية التركية في نضالها ضد السلطنة العثمانية والمحتلين الغربيين حيث تم إرسال مليوني روبل إمبراطوري ذهبي، و60 ألف بندقية، و100 قطعة مدفعية. اعترفت التجسيدات السابقة للبلدين، الحكومة التركية للجمعية الوطنية الكبرى وروسيا البلشفية، ببعضها البعض قبل تأسيس حكوماتهما الرسمية، وقد وعدت بالتعاون مع بعضها البعض في معاهدة موسكو. اتفق الطرفان على إرجاء التسوية النهائية بشأن وضع البحر الأسود والمضائق التركية إلى مؤتمر مستقبلي. دعا قرار المضائق في لوزان، الموقع في 24 يوليو 1923 من قبل المملكة المتحدة وفرنسا وإيطاليا وتركيا، إلى نزع سلاح منطقة المضائق وتشكيل لجنة دولية للسيطرة عليها. لم يكن السوفييت راضين عن هذا أبدًا. في عام 1925، امتنعت تركيا والاتحاد السوفيتي عن المشاركة في التحالفات أو الائتلافات الموجهة ضد بعضهما البعض. تم تمديد «معاهدة الصداقة والحياد» هذه في عام 1935 لمدة عشر سنوات، مع فترات تجديد اختيارية لمدة عامين مجدولة بعد عام 1945.
في عام 1934، حث الدبلوماسيون السوفييت سرًا نظرائهم على الموافقة على القواعد على المضائق، وهو مطلب نسبه السفير البريطاني بيرسي لورين إلى المساعدة في تعزيز العلاقات بين تركيا والمملكة المتحدة في فترة ما بين الحربين. تم عقد اتفاقية مونترو بشأن نظام المضائق في عام 1936، بحضور دول أستراليا وبلغاريا وفرنسا وألمانيا واليونان واليابان والاتحاد السوفيتي وتركيا والمملكة المتحدة وويوغوسلافيا، لتحديد التعامل مع المضائق التركية سواء من الناحية العسكرية والتنظيمية. كان هذا الأخير من عدة مفاوضات بشأن الممرين المائيين. لقد تحققت المعاهدات والمؤتمرات السابقة على مدى القرنين التاسع عشر والعشرين. تم إحياء القضية مرة أخرى مع صعود إيطاليا الفاشية وألمانيا النازية وسياساتها التوسعية بالإضافة إلى الخوف من أن بلغاريا ستأخذ على عاتقها إعادة تسليح المضائق. وعند توقيع المعاهدة، في 20 يوليو 1936، سُمح لتركيا بإعادة تسليح وتنظيم المضائق. وضعت اتفاقية مونترو قواعد لكل من السفن التجارية والعسكرية والتي تكون أكثر صرامة مما يسمح به القانون الدولي عادة، مثل عمليات التفتيش الإلزامية للصرف الصحي والسلطة التقديرية التركية لفرض رسوم عامة على الرحلات بدون توقف. طلبت المعاهدة من جميع الدول تقديم إشعار مسبق إلى السلطات التركية قبل عبور سفنها الحربية للمضيق، مع فرض قيود على حجم وكمية ونوع السفن الحربية المؤهلة لدخول البحر الأسود. وتتعارض هذه الأحكام الشاملة مع القواعد السائدة المتعلقة بالمرور البريء والمرور العابر.
وطوال أواخر الثلاثينيات وأربعينيات القرن العشرين، طعن ستالين مرارًا وتكرارًا في الاتفاقات التي تم التوصل إليها في اتفاقية 1936 وطلب في وقت مبكر من عام 1939 إجابة بديلة.لقد اقترح السيطرة التركية والسوفيتية المشتركة على المضائق. وعند توقيع ميثاق مولوتوف ريبنتروب مع ألمانيا النازية، أبلغ وزير الخارجية السوفيتي فياتشيسلاف مولوتوف زملائه الألمان برغبة بلاده في السيطرة على المضائق بقوة وإنشاء قاعدة عسكرية بالقرب منها.
بعد وقت قصير من بدء غزو بولندا في سبتمبر 1939، سافر وزير الخارجية التركي شكرو ساراكوغلو إلى موسكو، حيث تجاهله ستالين، وضغطت عليه سلطات الكرملين للسماح بتركيب عسكري سوفيتي على شاطئ المضائق.

### النزاعات الحدودية مع تركيا

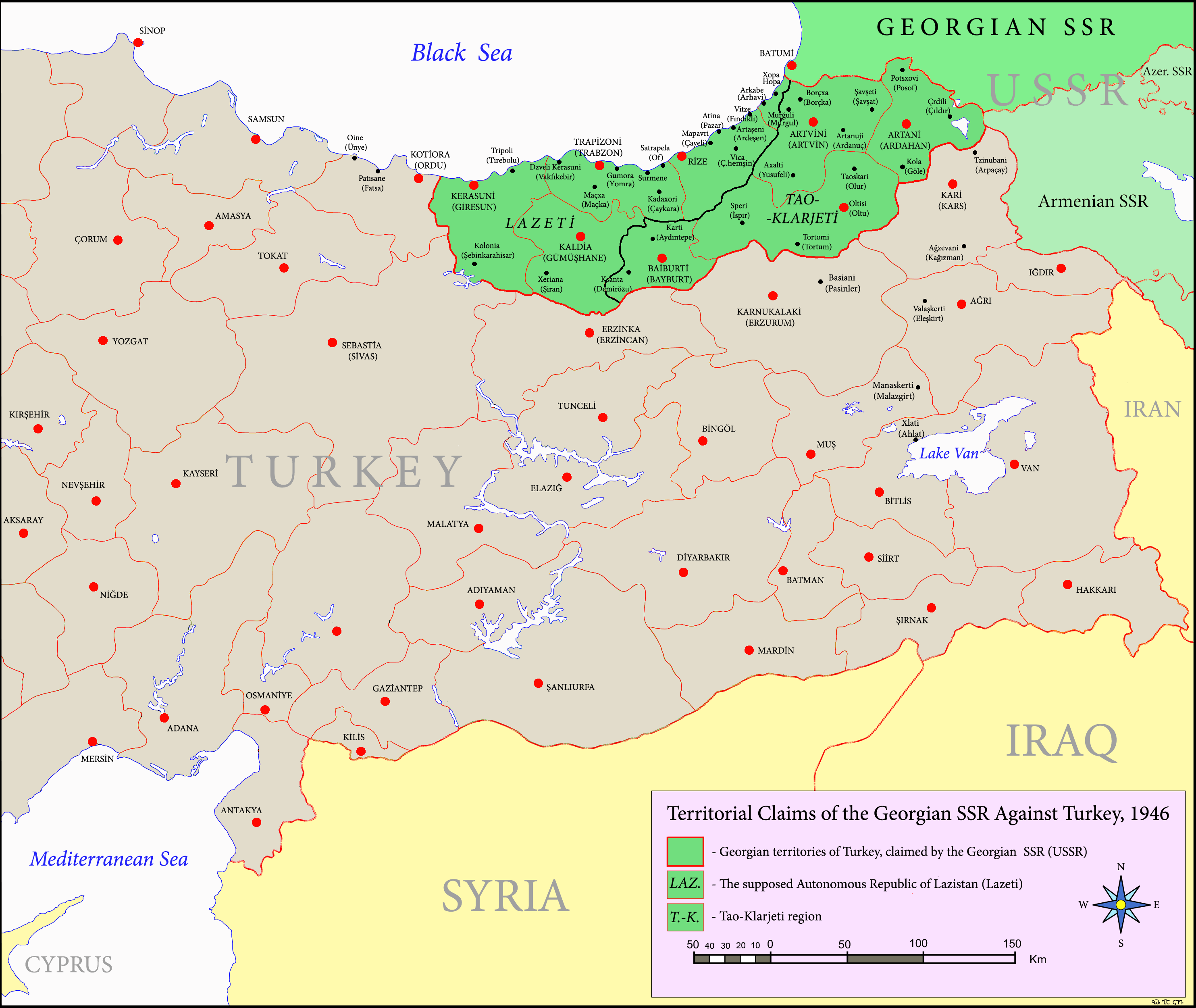
خريطة توضح الأراضي التركية التي تطالب بها جمهورية جورجيا الاشتراكية السوفيتية عام 1946.

تمنى الاتحاد السوفيتي أن تكون الحدود التركية السوفيتية في منطقة شرق الأناضول طبيعية بطريقة مفيدة لهم وللأرمن وللجورجيين. أكد نائب رئيس الوزراء لافرينتي بيريا لستالين، مدعيًا أن الأراضي الخاضعة للسيطرة التركية الممتدة جنوب غرب جورجيا سُرقت من الجورجيين من قبل الأتراك خلال الفترة العثمانية. إذا تم الاتفاق على نظرية بيريا المزعومة عن زيادة التأثير التركي السوفيتي على البحر الأسود والشرق الأوسط فإنه سوف يقلل من تأثير الإمبراطورية البريطانية في المنطقة الأخيرة. في عام 1945، رفض السوفييت تمديد معاهدة عدم الاعتداء لعام 1925، حيث اشترط مولوتوف تجديدها بالمفاوضات حول الأراضي التي تسيطر عليها تركيا.

## الأزمة

### التصعيد
نمت التوترات بين الاتحاد السوفيتي وتركيا بسبب سماح تركيا للسفن البحرية من دول غير دول البحر الأسود، بما في ذلك سفن ألمانيا النازية وإيطاليا الفاشية، مع أطقم مدنية لعبور المضائق خلال الحرب العالمية الثانية. وبعد هزيمة الحلفاء لألمانيا النازية، عاد السوفييت إلى القضية في 1945 و1946. وطوال عام 1946، تحدث الدبلوماسيون الأمريكيون والأتراك كثيرًا حول هذه المسألة. أثارت زيارة البارجة الأمريكية يو إس إس ميسوري (بي بي-63) في 6 أبريل 1946 غضب السوفييت. كانت السفينة قد وصلت إلى المنطقة تحت تفسير أنها كانت تسلم جرة دفن لسفير تركي راحل، وهي حجة رفضها السوفييت باعتبارها مصادفة.

### الرسالة السوفيتية إلى تركيا
في 7 أغسطس 1946، قدم السوفييت مذكرة إلى وزارة الخارجية التركية تنص فيها عن أن الطريقة التي تتعامل بها تركيا مع المضائق لم تعد تمثل المصالح الأمنية للدول المطلة على البحر الأسود. لفت هذا الانتباه إلى المناسبات التي مرت فيها السفن الحربية الإيطالية والألمانية عبر المضائق دون مشاكل (تم اعتقال السفن الألمانية فقط من قبل القوات التركية بمجرد أن أعلنت البلاد الحرب على ألمانيا في 23 فبراير 1945). لقد خلصت المذكرة إلى أن نظام المضائق لم يعد موثوقًا وطالبت بإعادة فحص معاهدة مونترو وإعادة كتابتها في مؤتمر دولي جديد.

### الموقف الأمريكي
عندما أثيرت القضية في مؤتمر بوتسدام، قال رئيس الولايات المتحدة هاري إس ترومان، إن مسألة المضائق هي قضية سياسية داخلية تتعلق بتركيا والاتحاد السوفيتي، وينبغي حلها من قبل الطرفين المعنيين. مع احتدام الجدل في الأيام التي تلت بوتسدام، قررت الولايات المتحدة بحزم أنها لا تريد وقوع المضائق في أيدي السوفييت، لأنها ستمنحهم بوابة إستراتيجية رئيسية بين البحر الأسود والبحر الأبيض المتوسط وربما تؤدي إلى تركيا شيوعية. وفي برقية سرية أرسلها وكيل وزارة الخارجية الأمريكية دين آتشيسون إلى دبلوماسيين في باريس، أوضح الموقف الأمريكي بشأن هذه المسألة.
في 20 أغسطس 1946، التقى وكيل الوزارة آتشيسون بخمسة عشر صحفيًا لشرح إلحاحية الوضع وإبداء آراء حكومة الولايات المتحدة.

### دعم الغرب لتركيا وخفض التصعيد
في صيف وخريف عام 1946، زاد الاتحاد السوفيتي من وجوده البحري في البحر الأسود بعد أن قامت السفن السوفيتية بمناورات بالقرب من الشواطئ التركية. تم إرسال عدد كبير من القوات البرية إلى البلقان. وتحت الضغط المتزايد من السوفييت، ناشدت تركيا في غضون أيام الولايات المتحدة للحصول على المساعدة. بعد استشارة إدارته، أرسل الرئيس ترومان قوة مهام بحرية إلى تركيا. وفي 9 أكتوبر 1946، أكدت حكومتا الولايات المتحدة والمملكة المتحدة دعمهما لتركيا. في 26 أكتوبر، سحب الاتحاد السوفيتي طلبه المحدد لعقد قمة جديدة حول السيطرة على المضائق التركيى (ولكنه لم يسحب آرائه) وفي وقت لاحق بعد ذلك بوقت قصير قام بسحب معظم القوات العسكرية الترهيبية من المنطقة. تخلت تركيا عن سياستها الحيادية وقبلت 100 مليون دولار أمريكي كمساعدات اقتصادية ودفاعية من الولايات المتحدة عام 1947 بموجب خطة مبدأ ترومان لوقف انتشار النفوذ السوفيتي في تركيا واليونان. انضمت الدولتان تركيا واليونان إلى حلف شمال الأطلسي عام 1952.

### استمرار النقاش (1947–1953)
عينت الحكومة التركية سفيرًا جديدًا في موسكو، فايق أكدور، في نوفمبر 1946. لقد أمر الرئيس التركي إينونو السفير بالتركيز فقط على زيادة تطوير العلاقات مع الاتحاد السوفيتي. كما تم منعه على وجه التحديد من الدخول في محادثات بشأن المضائق إذا حدثت.
اقترحت الولايات المتحدة عقد مؤتمر دولي لتقرير مصير الدردنيل والبوسفور بشكل نهائي. استدعى ذلك ردًا من السفير السوفيتي آنذاك لدى تركيا، سيرجي فينوغرادوف، في شكل مذكرة أُرسلت إلى العاصمة السوفيتية في 10 ديسمبر 1946، زاعمًا أن عقد مؤتمر في مثل هذا المناخ كما وصفته الولايات المتحدة كان غير مقبول لأن الاتحاد السوفيتي، في رأي فينوغرادوف، كان من المؤكد أنه تم تجاوزه، وتوقع أنه بدلًا من تغيير النظام، الذي كان الهدف الثابت لوزارة الخارجية السوفيتية، فإن البنية التحتية الحالية التي يتم تنظيم المضائق بها ستبقى، وإن كان مع بعض التغييرات.
تم استبدال السفير السوفيتي في تركيا خلال السنة والنصف الأولى من الأزمة، سيرجي فينوجرادوف، بالمكتب السياسي السوفيتي في عام 1948. ومع خليفته، ألكسندر لافريشيف، جاءت مجموعة من التعليمات من وزارة الخارجية السوفيتية والتي ستثبت أنها آخر وثيقة سوفيتية مهمة على المضائق.
بعد وفاة جوزيف ستالين، تراجع الدافع وراء تغيير النظام داخل الحكومة السوفيتية، وفي 30 مايو 1953، تبرأ وزير الخارجية السوفيتي مولوتوف من المزاعم الروسية بشأن البوسفور والدردنيل، بالإضافة إلى النزاعات الإقليمية الأخرى على طول حدود تركيا وأرمينيا وجورجيا.

## العواقب
عند إدراكه أن المناخ الدولي سيجعل السيطرة الدبلوماسية على المضائق وكذلك تركيا بشكل عام صعبة، قام الاتحاد السوفيتي بخطوات نحو إذابة العلاقات مع البلاد في محاولة أخيرة لجعل قطعة من الشرق الأوسط تحت جناحه. وعندما انضمت تركيا إلى حلف شمال الأطلسي المتحالف مع الغرب في عام 1952، تلاشت هذه الآمال. لا تزال اتفاقية مونترو لعام 1936 مع التنقيحات، سارية في الوقت الحاضر بين الدول الخلف لاتحاد الجمهوريات الاشتراكية السوفيتية وتركيا.